# Julius Carben

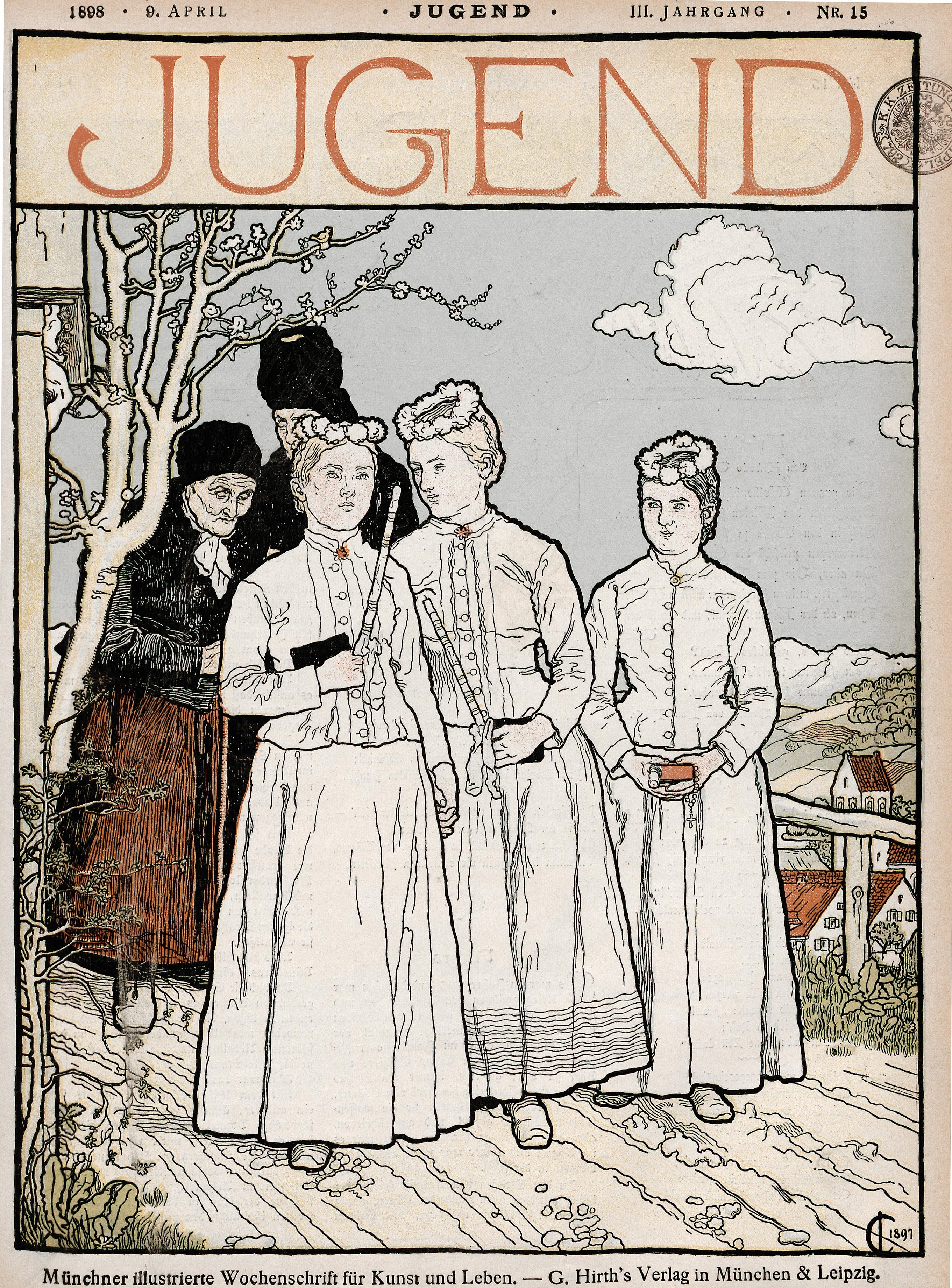
„Die Jugend“ 9. April 1898

Julius Carben (* 15. Februar 1862 in Hammelburg; † 30. April 1920 in München) war ein deutscher Maler, Illustrator und Karikaturist.
Julius Carben studierte ab dem 25. Oktober 1879 an der Königlichen Akademie der Künste in München bei Wilhelm Lindenschmit dem Jüngeren und Alexander von Liezen-Mayer.
Danach war er in München als Illustrator und manchmal auch Karikaturist tätig. Er illustrierte Bücher und lieferte Zeichnungen an die „Jugend“. Er stellte seine Werke auf der Großen Berliner Kunstausstellung (1901 und 1905) sowie im Münchener Glaspalast (1907) aus.
Julius Carben besuchte ab 1910 die Künstlerkolonie Dachau.

## Illustrierte Bücher
- Deutsche Burschenlieder : Fischer & Franke : 1901
- Lieder für jung und alt : Fischer & Franke : 1904